# Vladislav Bajac
Vladislav Bajac (in serbo Владислав Бајац?; Belgrado, 2 giugno 1954) è uno scrittore, poeta e giornalista serbo.

## Biografia
Nato nel 1954, Bajac studiò filologia all'Università di Belgrado. Nel 1993, fondò la casa editrice Geopoetika, che pubblica libri di narrativa e saggistica su storia, arte, rock & roll e archeologia. Geopoetika ha pubblicato Prosa serba in traduzione, una raccolta di libri serbi tradotti in inglese.
La sua opera più conosciuta è il suo romanzo del 2008, Hammam Balkanija, con il quale ha vinto il Premio Internazionale di Letteratura balcanica e il Premio Isidora Sekulić. I suoi capitoli si alternano tra due linee temporali, entrambe utilizzano personaggi basati su persone reali. La linea temporale contemporanea è una raccolta di vignette in narrazione autobiografica in prima persona raccontate dal punto di vista di Bajac. Nell'edizione originale era stampato in cirillico e accanto all'autore compaiono personaggi come Alberto Manguel e Allen Ginsberg. La cronologia precedente consiste in una singola storia ambientata nel XVI secolo, utilizzando la narrazione onnisciente in terza persona, con il Gran Visir dell'Impero Ottomano e Solimano il Magnifico. Questa storia era originariamente stampata in alfabeto latino. I temi del libro, e la sua doppia struttura e stili narrativi, sollevano interrogativi sulla provenienza dell'identità e su come essa sia plasmata dalla religione e dalla storia nazionale.
Nel 2017, Bajac ha firmato, assieme ad altri intellettuali balcanici, la Dichiarazione sulla Lingua comune dei croati, serbi, bosgnacchi e montenegrini.

## Opere tradotte in italiano
- Supporti per i sogni. Favole geopetiche, trad. Stefania Giancane, Nardò, Salento Books, 2008, ISBN 9788849705065.
- Il libro del bambù, Nardò, Salento Books, 2013, ISBN 9788849708400.
- Europa sul dorso del toro, trad. Angela Milivojevic, Nardò, Controluce, 2018, ISBN 9788862802192.